# Nassigny
Nassigny est une commune française située dans le département de l'Allier, en région Auvergne-Rhône-Alpes.

## Géographie
Nassigny est le centre de la France métropolitaine (Corse comprise) selon le calcul réalisé en 1987 par Jean-Georges Affholder de l'IGN.

### Climat
Pour des articles plus généraux, voir Climat d'Auvergne-Rhône-Alpes et Climat de l'Allier.
En 2010, le climat de la commune est de type climat océanique dégradé des plaines du Centre et du Nord, selon une étude du CNRS s'appuyant sur une série de données couvrant la période 1971-2000. En 2020, Météo-France publie une typologie des climats de la France métropolitaine dans laquelle la commune est dans une zone de transition entre le climat océanique altéré et le climat de montagne ou de marges de montagne et est dans la région climatique Ouest et nord-ouest du Massif Central, caractérisée par une pluviométrie annuelle de 900 à 1 500 mm, maximale en automne et en hiver.
Pour la période 1971-2000, la température annuelle moyenne est de 11,8 °C, avec une amplitude thermique annuelle de 15,8 °C. Le cumul annuel moyen de précipitations est de 708 mm, avec 10,7 jours de précipitations en janvier et 7,5 jours en juillet. Pour la période 1991-2020, la température moyenne annuelle observée sur la station météorologique de Météo-France la plus proche, sur la commune de Montluçon à 17 km à vol d'oiseau, est de 12,0 °C et le cumul annuel moyen de précipitations est de 637,1 mm,. Pour l'avenir, les paramètres climatiques de la commune estimés pour 2050 selon différents scénarios d'émission de gaz à effet de serre sont consultables sur un site dédié publié par Météo-France en novembre 2022.

## Urbanisme

### Typologie
Au 1er janvier 2024, Nassigny est catégorisée commune rurale à habitat très dispersé, selon la nouvelle grille communale de densité à 7 niveaux définie par l'Insee en 2022.
Elle est située hors unité urbaine. Par ailleurs la commune fait partie de l'aire d'attraction de Montluçon, dont elle est une commune de la couronne,. Cette aire, qui regroupe 58 communes, est catégorisée dans les aires de 50 000 à moins de 200 000 habitants,.

### Occupation des sols

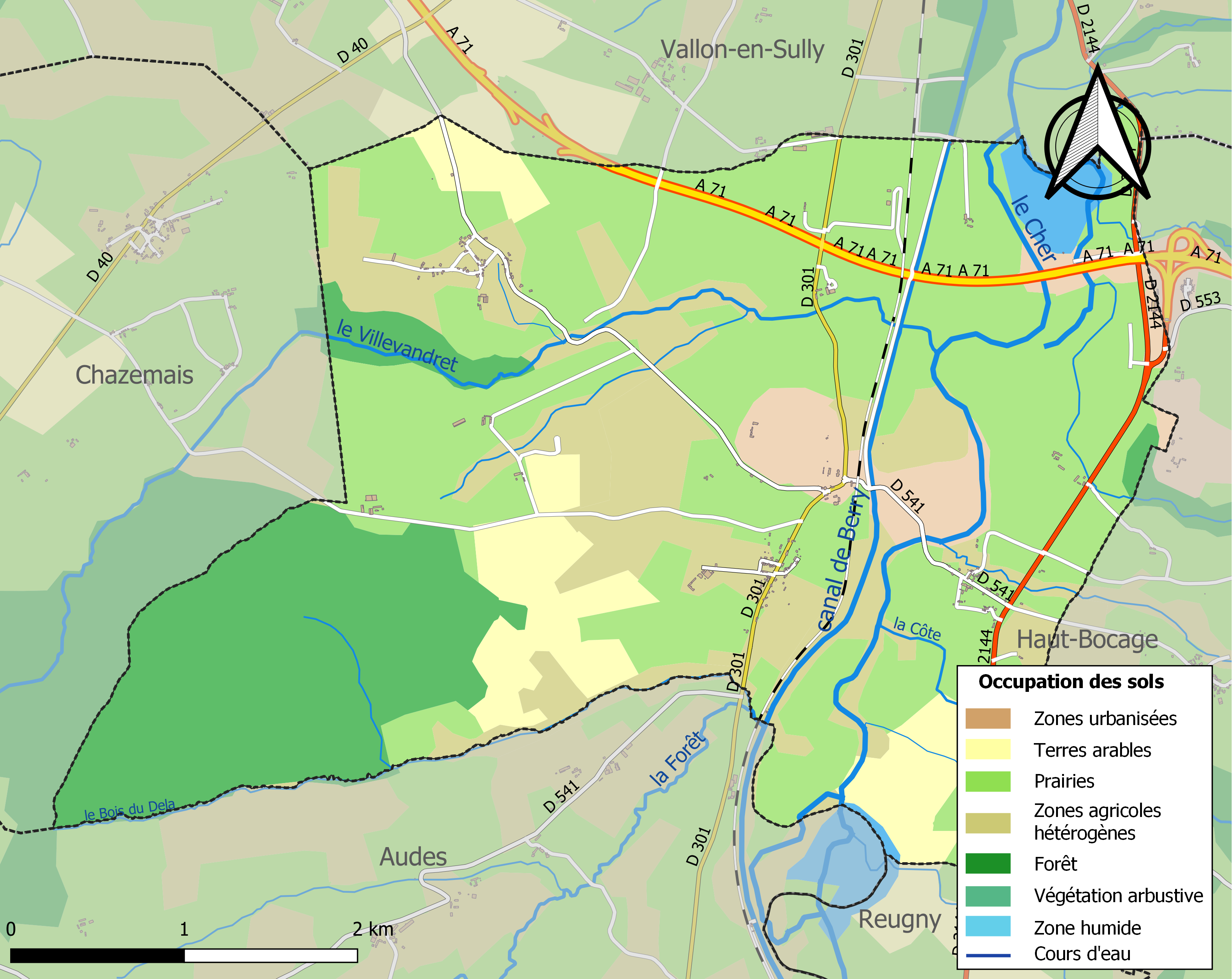
Carte des infrastructures et de l'occupation des sols de la commune en 2018 (CLC).

L'occupation des sols de la commune, telle qu'elle ressort de la base de données européenne d’occupation biophysique des sols Corine Land Cover (CLC), est marquée par l'importance des territoires agricoles (75,7 % en 2018), en diminution par rapport à 1990 (77,6 %). La répartition détaillée en 2018 est la suivante : 
prairies (48,7 %), forêts (18 %), zones agricoles hétérogènes (17,9 %), terres arables (9,1 %), espaces verts artificialisés, non agricoles (3,8 %), eaux continentales (1,4 %), zones industrielles ou commerciales et réseaux de communication (1,2 %).
L'IGN met par ailleurs à disposition un outil en ligne permettant de comparer l’évolution dans le temps de l’occupation des sols de la commune (ou de territoires à des échelles différentes). Plusieurs époques sont accessibles sous forme de cartes ou photos aériennes : la carte de Cassini (XVIIIe siècle), la carte d'état-major (1820-1866) et la période actuelle (1950 à aujourd'hui).

## Histoire
Les habitants de Nassigny sont appelés les Nassignaciens et les Nassignaciennes.

## Politique et administration
| Période                                  | Période                      | Identité       | Étiquette | Qualité                                                                          |
| ---------------------------------------- | ---------------------------- | -------------- | --------- | -------------------------------------------------------------------------------- |
| Les données manquantes sont à compléter. |                              |                |           |                                                                                  |
| mars 2001                                | juillet 2020                 | Gérard Ciofolo | PS        | Retraité de l'enseignement Président de la communauté de communes du Val de Cher |
| juillet 2020                             | En cours (au 8 juillet 2020) | Francis Le Bas |           | Agriculteur Ancien maire de Meaulne (2000-2008)                                  |

## Population et société

### Démographie
L'évolution du nombre d'habitants est connue à travers les recensements de la population effectués dans la commune depuis 1793. Pour les communes de moins de 10 000 habitants, une enquête de recensement portant sur toute la population est réalisée tous les cinq ans, les populations de référence des années intermédiaires étant quant à elles estimées par interpolation ou extrapolation. Pour la commune, le premier recensement exhaustif entrant dans le cadre du nouveau dispositif a été réalisé en 2004.

En 2022, la commune comptait 195 habitants, en évolution de +8,94 % par rapport à 2016 (Allier : −1,38 %, France hors Mayotte : +2,11 %).
| 1793 | 1800 | 1806 | 1821 | 1831 | 1836 | 1841 | 1846 | 1851 |
| ---- | ---- | ---- | ---- | ---- | ---- | ---- | ---- | ---- |
| 450  | 220  | 329  | 349  | 373  | 393  | 362  | 386  | 372  |

| 1856 | 1861 | 1866 | 1872 | 1876 | 1881 | 1886 | 1891 | 1896 |
| ---- | ---- | ---- | ---- | ---- | ---- | ---- | ---- | ---- |
| 400  | 363  | 370  | 379  | 382  | 371  | 354  | 380  | 340  |

| 1901 | 1906 | 1911 | 1921 | 1926 | 1931 | 1936 | 1946 | 1954 |
| ---- | ---- | ---- | ---- | ---- | ---- | ---- | ---- | ---- |
| 323  | 342  | 316  | 285  | 291  | 259  | 235  | 346  | 231  |

| 1962 | 1968 | 1975 | 1982 | 1990 | 1999 | 2004 | 2006 | 2009 |
| ---- | ---- | ---- | ---- | ---- | ---- | ---- | ---- | ---- |
| 231  | 181  | 147  | 150  | 156  | 145  | 171  | 177  | 191  |

| 2014 | 2019 | 2022 | - | - | - | - | - | - |
| ---- | ---- | ---- | - | - | - | - | - | - |
| 185  | 187  | 195  | - | - | - | - | - | - |

## Culture locale et patrimoine

### Lieux et monuments
- Château de Nassigny, XVe – XVIe siècles[20], partiellement inscrit aux monuments historiques[21].
- Château de la Guerche, partiellement inscrit au titre des monuments historiques depuis le 21 septembre 1981[22].
- Église primitive Saint-Martin du XIe siècle, dont il ne reste que la cuve baptismale classée aux M.H, elle est reconstruite en église salle au XIIIe siècle et fortement remaniée au XIXe siècle dans un style néoroman.
- Golf de Nassigny.
- Site de la Vauvre, avec plan d'eau : labellisé « espace naturel sensible », il possède une riche biodiversité.
- Canal de Berry.

### Personnalités liées à la commune
Association laïque Pour la sauvegarde de l'église de Nassigny : siège mairie